# Komprimator
 Der er for få eller ingen kildehenvisninger i denne artikel, hvilket er et problem. Du kan hjælpe ved at angive troværdige kilder til de påstande, som fremføres i artiklen.

En komprimator er en lidt overfladisk betegnelse for et anlæg, der bruges til at sammenpresse affald i en affaldscontainer for at få større mængder med i hver kørsel. I princippet er en komprimator et hvilket som helst sammenpressende (komprimerende) redskab, men de fleste af disse har deres egne fagudtryk, fx pappresser, ballepresser og dåsepresser.
Almindeligvis bruges disse anlæg til pap, plastic og dagrenovation.
Der er to typer anlæg, nemlig pressecontainere og stationære anlæg med fraspændingscontainere:
I pressecontainere er pressedelen indbygget i en container og tages med til aflæssestedet og tilbage, mens stationære anlæg med fraspændingscontainere bliver stående, når man kører med containeren. Fraspændingscontainere er en fordel på steder med kontinuerlig produktion, idet man med det samme kan montere en anden container, mens den første bliver kørt væk og tømt. Herved stoppes produktionen kun ca. 10-15 minutter, hvor selve tømningen af containeren måske kan tage flere timer. En anden fordel er, at containeren kan køres af en kortere lastbil med mindre lasteevne, hvilket sparer både miljø, veje og penge.
På tværs af denne opdeling kan man desuden opdele i snegleanlæg og pressepladeanlæg. 
Snegleanlæg fungerer ved, at en snegl fører materialet ind i containeren. Denne type bruges oftest til dagrenovation eller strøelse fra stalde. 
Pressepladeanlæg fungerer ved at hydrauliske stempler (typisk to) skubber en plade fra forenden af containeren og et stykke bagud, hvor der så er modhager, som holder affaldet inde i den lukkede del af containeren, kaldet skabet. Denne type kan håndtere alle slags komprimerbart affald.
|  | Denne artikel om noget teknisk eller videnskabeligt kan blive bedre, hvis der indsættes et (bedre) billede. Du kan hjælpe ved at afsøge Wikimedia Commons for et passende billede eller lægge et op på Wikimedia Commons med en af de tilladte licenser og indsætte det i artiklen. |